# Каменський район (Алтайський край)
Ка́менський район (рос. Каменский район) — район у складі Алтайського краю Російської Федерації.
Адміністративний центр — місто Камень-на-Обі.

## Історія
Район утворений 1924 року у складі Алтайської губернії на основі колишньої Каменської волості. 1925 року район увійшов до складу Сибірського краю, 1930 року — у склад Західно-Сибірського краю, 1937 року — у складі Алтайського краю.
15 січня 1944 року 7 сільрад були передані до складу Крутіхинського району. 1963 року до складу району включена територія ліквідованого Крутіхинського району. 1973 року Крутіхинський район відновлено. 2015 року Каменський міський округ був ліквідований, територія увійшла до складу району як Каменська міська рада.

## Населення
Населення — 50939 осіб (2019; 56673 в 2010, 61850 у 2002).

## Адміністративний поділ
Район адміністративно поділяється на 14 сільських поселень (сільрад):
| Поселення                   | Площа, км² | Населення, осіб (2002) | Населення, осіб (2010) | Населення, осіб (2019) | Центр               | Населені пункти |
| --------------------------- | ---------- | ---------------------- | ---------------------- | ---------------------- | ------------------- | --------------- |
| Каменське міське поселення  | 48,79      | 45250                  | 44648                  | 41355                  | Камень-на-Обі       | 2               |
| Аллацька сільська рада      | 222,23     | 1291                   | 1110                   | 948                    | Аллак               | 3               |
| Верх-Аллацька сільська рада | 224,23     | 893                    | 587                    | 450                    | Верх-Аллак          | 3               |
| Гоноховська сільська рада   | 402,61     | 1538                   | 1152                   | 966                    | Гонохово            | 3               |
| Корниловська сільська рада  | 339,35     | 2067                   | 1424                   | 1166                   | Корнилово           | 1               |
| Новоярківська сільська рада | 186,64     | 1425                   | 1221                   | 1036                   | Новоярки            | 1               |
| Плотниковська сільська рада | 375,08     | 1416                   | 985                    | 748                    | Лугове              | 3               |
| Попереченська сільська рада | 189,30     | 1349                   | 1007                   | 806                    | Поперечне           | 2               |
| Приміська сільська рада     | 387,03     | 714                    | 550                    | 425                    | Октябрський         | 3               |
| Рибинська сільська рада     | 320,34     | 1464                   | 967                    | 767                    | Рибне               | 2               |
| Столбовська сільська рада   | 459,62     | 2059                   | 1512                   | 1096                   | Столбово            | 5               |
| Телеутська сільська рада    | 177,08     | 609                    | 331                    | 273                    | Вітренно-Телеутське | 2               |
| Толстовська сільська рада   | 224,67     | 1156                   | 747                    | 559                    | Толстовський        | 2               |
| Філіпповська сільська рада  | 109,26     | 619                    | 432                    | 344                    | Філіпповський       | 2               |

## Найбільші населені пункти
Нижче подано список населених пунктів з чисельністю населенням понад 1000 осіб:
| № | Населений пункт | Населення, осіб (2002) | Населення, осіб (2010) |
| - | --------------- | ---------------------- | ---------------------- |
| 1 | Камень-на-Обі   | 44375                  | 43888                  |
| 2 | Корнилово       | 2067                   | 1424                   |
| 3 | Новоярки        | 1425                   | 1221                   |